# Jiménez (Tamaulipas)
Jiménez è una municipalità dello stato di Tamaulipas, nel Messico centrale; il capoluogo è Santander Jiménez.
Conta 8.338 abitanti (2010) e ha una estensione di 1.670,14 km².
Il paese deve il suo nome al colonnello Juan Nepomuceno Jiménez.